# Stiff Records
Stiff Records var ett engelskt skivbolag som startades i London 1976 av Jake Riviera och Dave Robinson och som var verksamt fram till 1985. År 2006 återuppväcktes bolaget.
Stiff startades samtidigt som punkrocken höll på att slå igenom, och bolaget signade artister som Nick Lowe, Elvis Costello och Ian Dury, och marknadsförde deras musik som punk eller new wave. Bolagets marknadsföring och reklamkampanjer var ofta provocerande och/eller humoristiska. Några av Stiffs många slogans var "The World's Most Flexible Record Label", "We came. We saw. We left", "If It Ain't Stiff, It Ain't Worth a Fuck" och "When You Kill Time, You Murder Success" (det senare trycktes på väggklockor som gavs bort i reklamsyfte). På framsidan av Stiffs samlingsalbum A Bunch of Stiff Records fanns slagorden "If they're dead, we'll sign them" och "Undertakers to the Industry".
Stiff blev också känt för sina excentriska men effektiva reklamkampanjer, som Stiffs Live, en turné som ägde rum 1977 och följdes upp av turnén "Be Stiff" 1978, där flera av bolagets artister deltog; arresteringen av Elvis Costello under hans spelning utanför konkurrenten CBS Records kontorsbyggnad och de minst 29 olika tapetomslag som trycktes upp för Ian Durys andra album, Do It Yourself.
Barney Bubbles gjorde många av Stiffs tidiga skivomslag och affischer. 

## Historia
Robinson och Riviera var båda välkända inom Londons musikkretsar. Robinson hade under en kort tid i slutet av 1960-talet arbetat med Jimi Hendrix och även varit manager för pubrockbandet Brinsley Schwarz i början av 1970-talet, och Riviera hade varit en av rockbandet Dr. Feelgoods första managers. Stiff drogs igång med 400 pund som de lånade av Lee Brilleaux, sångare i Dr Feelgood. 
Framgångarna kom snabbt; medan det inte gick något vidare för den första singeln (BUY 1), Nick Lowes "So It Goes" / "Heart Of The City", gick det desto bättre för uppföljaren "Between The Lines" med Pink Fairies, som sålde tillräckligt bra för att man i november 1976 skulle kunna ge ut vad som kommit att kallas Storbritanniens första punksingel, "New Rose" med The Damned. Även denna singel sålde bra. I början av 1977 ökade utgivningstakten, kontrakt skrevs med Wreckless Eric, Ian Dury och Elvis Costello. Försäljningssiffrorna ökade, och ett distributionsavtal med Island Records och EMI sattes upp. Varje utgåva fick sitt eget unika uppmärksammande och påhittiga skivomslag. En rad fyndiga slogans, ofta kopplat med marknadsföringskampanjer, gav skivbolaget en del reklam och uppmärksamhet i medierna.
Samarbetet mellan de två cheferna Dave Robinson och Jake Riviera var stormigt, och efter en rad oenigheter lämnade Riviera Stiff i början av 1978 tillsammans med Costello, Lowe och Yachts och startade det kortlivade Radar Records. Rivieras avgång sammanföll med avslutandet av "Live Stiffs Tour", som lyfte fram den uppåtgående stjärnan Ian Dury, vars album New Boots & Panties rusade upp för listorna och höll bolaget sysselsatt den närmsta månaden. 1979 skrev Robinson kontrakt med ska/popgruppen Madness, vars kommersiella framgångar i främst Storbritannien men även internationellt skulle hålla Stiff flytande under de närmsta åren. 
De kommande åren nådde Stiff sina största framgångar, med ett flertal topp 20-singlar (inklusive bolagets första etta, Ian Durys "Hit Me with Your Rhythm Stick") och ett antal storsäljande album. Det expanderade snabbt och man bytte lokaler två gånger, men man fortsatte också med att ge ut konstiga och totalt okomersiella skivor (till exempel The Wit & Wisdom of Ronald Reagan - en LP som var helt tyst på båda sidor, men som trots allt sålde i 30 000 exemplar - på Magic Records, med sloganen: "If it sells, it must be Magic").
I slutet av 1983 köpte Island Records 50% av Stiff, och Robinson blev chef för båda bolagen. Island hade väldigt ont om pengar vid tiden för hopslagningen, så Robinson fick låna ut 1 000 000 pund för att betala köpet av sitt eget bolag och för att betala Islands avlöningslista. Trots detta hade Island under Robinsons chefskap sitt bästa år någonsin, när skivor av Frankie Goes to Hollywood, Bob Marleys Legend och U2s The Unforgettable Fire släpptes. Stiff signade The Pogues, men Madness lämnade Stiff efter ett bråk,  hopslagningen med Island hade inte blivit den succé man hoppats på, och 1985 återfick Robinson kontrollen över det nyligen självständiga bolaget. Hits med The Pogues och Furniture hjälpte bolaget att överleva ytterligare ett år och åtta månader, men orsakerna till det misslyckade Islandprojektet blev till slut för tungt att bära för Stiff, och bolaget såldes till ZTT.
Efter nästan 20 år i träda aktiverades Stiff-etiketten igen år 2006. Första nya gruppen att lanseras blev The Enemy, och sedan dess har nytt material med bl.a. Wreckless Eric, Any Trouble, Chris Difford (Squeeze) och Henry Priestman (The Yachts) släppts.
Svenske designern Tobbe Stuhre har knutits till bolaget som official Stiff Records designer. *Official Stiff Records Designer

## Artister utgivna på Stiff
Även om Stiff främst associeras med punk och new wave, spände bolagets artister över ett brett musikregister.
- The Adverts
- Any Trouble
- The Belle Stars
- Joe "King" Carrasco & the Crowns
- Elvis Costello
- Devo; många Stiffartister skulle komma att göra covers på deras "Be Stiff".
- The Damned
- Dr. Feelgood
- Ian Dury and the Blockheads
- Dave Edmunds
- Dirty Looks
- The Displacements
- The Enemy
- The Feelies
- Furniture
- Richard Hell och The Voidoids
- Mickey Jupp
- Jona Lewie
- Lene Lovich
- Nick Lowe
- Madness
- Kirsty MacColl
- Motörhead
- Graham Parker och The Rumour
- Pink Fairies
- Plasmatics
- The Pogues
- Rachel Sweet
- The Takeways
- Tenpole Tudor
- Sean Tyla and the Tyla Gang
- Tracey Ullman
- The Undead
- Max Wall
- Larry Wallis
- Wreckless Eric
- Yachts
- Yello